# 科摩罗历史
科摩罗历史可以追溯到大约1500年。不同种族的人们开始居住于此。19世纪以来法国开始进行殖民统治。科摩罗于1975年获得独立。

## 早期居民
根据神话传说，科摩罗最早由腓尼基水手发现。最早的居民的岛屿可能是阿拉伯人和非洲人，后者可能操班图语。证据显示时间大约为8世纪。
葡萄牙于1505年访问了科摩罗群岛。

## 殖民统治时期
1841年3月25日，法国买下了马约特岛，开始了殖民统治。1886年苏丹赛义德·阿里·本·奥马尔，与法国政府签署了一项协议，允许法国建立了保护地。
1908年4月9日，法国宣布科摩罗成为保护地。1912年7月25日，科摩罗并入马达加斯加，成为其一个省。
自1940年6月16日起至1942年，科摩罗殖民当局依然效忠于法国维希政府。1942年转向自由法国。1942年9月至1946年10月13日，与马达加斯加一起被英国占领。
1946年成为法国“海外领地”。1961年通过议会投票取得内部自治。1973年与法国签订协定，法国被迫承认科摩罗独立。

## 阿卜杜勒政府
1978年，艾哈迈德·阿卜杜拉在法国雇佣军的支持下发动政变夺权，反法总统阿里·萨利赫被杀。在阿卜杜拉政权下，雇佣兵头目德纳尔是总统卫队指挥官并且是事实上的统治者。

## 1989—1996
赛义德·穆罕默德·乔哈尔成为总统。他的时期很动荡，包括在1991年和1992年2次未遂政变。
1995年9月28日，鲍勃·德纳尔和一组雇佣军对乔哈尔总统的政变，接手科摩罗群岛。法国立即严厉谴责政变，并以与科摩罗1978年防务协议为后盾，希拉克总统下令他的特种部队夺回岛屿。1995年10月3日，晚上11点，法国部署了600人的兵力。第二天下午3:00鲍勃·德纳尔和他的雇佣兵就投降了。

## 昂儒昂岛和莫埃利岛的分离主义运动
1997年，昂儒昂岛和莫埃利岛分别宣布从科摩罗独立，科摩罗政府之后试图以武力维护统一的行动未能成功。非洲联盟在南非总统姆贝基的主持下对各方进行了调解，各方同意每个岛都有一个自治政府，而之上则有一个三岛联合政府。2005年初，科摩罗通过了一部法律以界定三个自治政府以及联合政府的职责，该法律目前已在实施。
2006年5月16日，科摩罗全国选举委员会宣布，在14日举行的总统选举第二轮投票中，艾哈迈德·阿卜杜拉·穆罕默德·桑比得票率为58.14%，当选科摩罗联盟新总统。